# Орландо Серрелл
Орландо Л. Серрелл (англ. Orlando L. Serrell, нар. 1969) — особа з набутим синдромом саванта.
Орландо Серрелл не мав жодних особливих здібностей до того моменту, коли 15 січня 1979 року його вдарив бейсбольний м'яч у лівий бік голови. Тоді йому було 10 років. Серрелл впав на землю, але потім піднявся і продовжив грати. Йому не надали жодної медичної допомоги, оскільки він нічого не розповів батькам. Впродовж довгого часу він страждав від головних болів. Зрештою головні болі припинились, але Орландо невдовзі помітив, що набув здатності здійснювати календарні обчислення надзвичайної складності. Крім того, він може пригадати погоду а також (з різною точністю) де був і що робив кожного дня відтоді як з ним стався нещасний випадок.